# Họ Cá căng
Họ Cá căng là những loài cá thuộc họ Terapontidae (cũng đánh vần là Teraponidae, Theraponidae hoặc Therapontidae). Chúng được tìm thấy trong vùng nước nông ven biển ở Ấn Độ Dương và Tây Thái Bình Dương, nơi chúng sinh sống trong môi trường sống nước mặn, nước lợ và nước ngọt. Cá lớn có kích thước chiều dài lên tới 80 cm, chúng ăn các loài cá và động vật không xương.
Họ cá căng thuộc loại cá ăn thịt, phân bố trong các vùng biển nhiệt đới, một số loài có lúc và nước ngọt. Một số loài có nhiều biến thái về màu sắc trong quá trình phát triển của cơ thể. Thân hình cá thuộc loại nhỏ và vừa, thịt rắn thơm ngon, có ý nghĩa kinh tế nhưng không cao. Hiên họ này có khoảng 52 loài trong 16 chi. Ở vịnh Bắc Bộ thuộc Việt Nam có 3 chi (Therapon, Pelates, Helotes) với 6 loài thuộc họ này. 

## Các loài
Có ít nhất 52 loài:
- Chi Amniataba
  - Amniataba affinis (Mees & Kailola, 1977): cá ong hổ
  - Amniataba caudavittata (John Richardson, 1845): cá ong đuôi vàng
  - Amniataba percoides (Albert Günther, 1864)
- Chi Bidyanus
  - Bidyanus bidyanus (Mitchell, 1838)
  - Bidyanus welchi (McCulloch & Waite, 1917)
- Chi Hannia
  - Hannia greenwayi (Vari, 1978): Cá ong Greenway
- Chi Helotes
  - Helotes sexlineatus (Quoy & Gaimard, 1825) cá ong sáu sọc
- Chi Hephaestus
  - Hephaestus adamsoni (Trewavas, 1940): Cá ong Adamson
  - Hephaestus carbo (Ogilby & McCulloch, 1916): Cá ong đen
  - LHephaestus epirrhinos (Vari & Hutchins, 1978)
  - Hephaestus fuliginosus (Macleay, 1883)
  - Hephaestus habbemai (Weber, 1910): cá ong núi
  - Hephaestus jenkinsi (Whitley, 1945)
  - Hephaestus komaensis (Allen & Jebb, 1993)
  - Hephaestus lineatus (Allen, 1984): Cá ong sọc
  - Hephaestus obtusifrons (Mees & Kailola, 1977): Cá ong đốm
  - Hephaestus raymondi (Mees & Kailola, 1977)
  - Hephaestus roemeri (Weber, 1910): Cá ong Röemer
  - Hephaestus transmontanus (Mees & Kailola, 1977)
  - Hephaestus trimaculatus (Macleay, 1883)
  - Hephaestus tulliensis (De Vis, 1884)
- Chi Lagusia
  - Lagusia micracanthus (Bleeker, 1860)
- Chi Leiopotherapon
  - Leiopotherapon aheneus (Mees, 1963)
  - Leiopotherapon macrolepis (Vari, 1978)
  - Leiopotherapon plumbeus (Kner, 1864)
  - Leiopotherapon unicolor (Günther, 1859)
- Chi Mesopristes
  - Mesopristes argenteus (De Vis, 1884)
  - Mesopristes cancellatus (Cuvier, 1829) -
  - Mesopristes elongatus (Guichenot, 1866)
  - Mesopristes iravi (Yoshino, Yoshigou & Senou, 2002)
  - Mesopristes kneri (Bleeker, 1876)
- Chi Pelates
  - Pelates octolineatus (Jenyns, 1840)
  - Pelates qinglanensis (Sun, 1991)
  - Pelates quadrilineatus (Bloch, 1790)
- Chi Pelsartia
  - Pelsartia humeralis (Ogilby, 1899)
- Chi Pingalla
  - Pingalla gilberti (Whitley, 1955)
  - Pingalla lorentzi (Weber, 1910)
  - Pingalla midgleyi (Allen & Merrick, 1984)
- Chi Rhynchopelates
  - Rhynchopelates oxyrhynchus (Temminck & Schlegel, 1842)
- Chi Scortum
  - Scortum barcoo (McCulloch & Waite, 1917)
  - Scortum hillii (Castelnau, 1878)
  - Scortum neili (Allen, Larson & Midgley, 1993)
  - Scortum parviceps (Macleay, 1883)
- Chi Syncomistes
  - Syncomistes butleri (Vari, 1978)
  - Syncomistes kimberleyensis (Vari, 1978)
  - Syncomistes rastellus (Vari & Hutchins, 1978)
  - Syncomistes trigonicus (Vari, 1978)
- Chi Terapon
  - Terapon jarbua (Forsskål, 1775) Cá ong hay cá căng cát[2]
  - Terapon puta (Cuvier, 1829)
  - Terapon theraps (Cuvier, 1829): Cá căng vẩy to[2]
- Chi Variichthys (formerly Varia)
  - Variichthys jamoerensis (Mees, 1971)
  - Variichthys lacustris (Mees & Kailola, 1977): Cá ong hồ